# Vulkankomplex Wannengruppe
Der Vulkankomplex der Wannengruppe ist ein bis zu 277,8 m ü. NHN hoher Teil der Osteifel im Landkreis Mayen-Koblenz im nördlichen Teil von Rheinland-Pfalz.

## Geographische Lage
Die Wannengruppe liegt ca. 2,5 km südlich von Plaidt zwischen den Gemeinden Plaidt, Saffig, Bassenheim, Ochtendung und Kruft überwiegend auf dem Gebiet der Gemeinde Ochtendung. Naturräumlich gehört die Gruppe zur Einheit 291.220 Pellenzvulkane (Osten), somit ist sie naturräumlich nicht der Eifel, sondern dem Mittelrheingebiet zuzuordnen. Die Gruppe entstand vor ca. 200.000 Jahren und wird aus den Vulkanen Eiterköpfe (nicht mehr vorhanden, heute Mülldeponie), Michelberg (277,8 m ü. NHN), Langenberg (ca. 267 m ü. NHN) sowie Wannenköpfe (ca. 257 m ü. NHN) gebildet. Durch den teilweise noch andauernden Abbau von Lavaschlacke sind diese Schlackenkegel zum großen Teil abgebaut. Der Michelberg liegt im gleichnamigen Naturschutzgebiet. Schutzzweck ist „die Erhaltung des jungpleistozänen Vulkankegels wegen seiner besonderen geologischen Bedeutung und die Erhaltung der Trockenrasen als Standort seltener in ihrem Bestande bedrohter Pflanzen aus wissenschaftlichen Gründen“.